# Karta konstytucyjna 1830 roku
Karta konstytucyjna 1830 roku – konstytucja wydana we Francji, w czasie Monarchii Lipcowej, przez Ludwika Filipa.

## Geneza

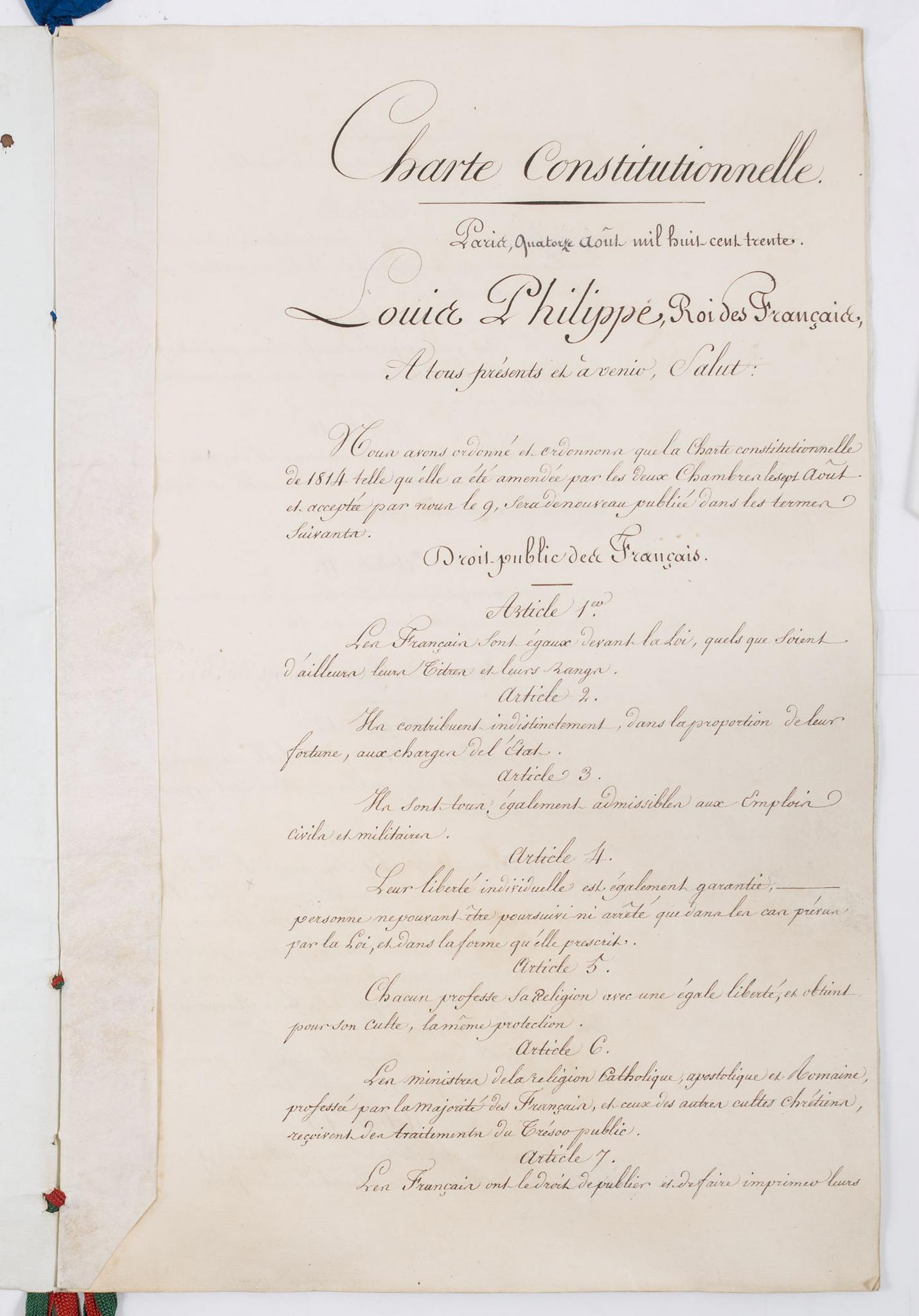
Karta konstytucyjna 1830 roku

7 sierpnia 1830 roku królem Francuzów ogłoszony został książę Ludwik Filip z młodszej, orleańskiej linii Burbonów wybrany najpierw (31 lipca) na tymczasowego namiestnika państwa. Tego samego dnia została dokonana gruntowna nowelizacja Karty konstytucyjnej z 1814 roku. 14 sierpnia król oktrojował nową konstytucję, przygotowaną przez Izbę Deputowanych. Oczekiwano, że przyniesie to kres tendencjom absolutystycznym w państwie.

## Rozwiązania szczególne
Mimo ogłoszenia karty przez króla, w rzeczywistości opracowanie projektu przez Izbę Deputowanych nawiązywało w znacznej części do Karty Konstytucyjnej Ludwika XVIII z 1814 roku.
Zasadnicze zmiany polegały na:
- uznaniu zasady suwerenności narodu
- obniżenie cenzusu wieku i cenzusu majątkowego w wyborach do Izby Deputowanych
- przekształcenie izby wyższej (Izba Parów) w zgromadzenie składające się wyłącznie z członków nominowanych przez króla dożywotnio
- przyznanie inicjatywy ustawodawczej obu izbom parlamentu
- zniesienie uprawnień ustawodawczych monarchy w zakresie wydawania ordonansów i rozporządzeń.

Karta konstytucyjna z 1830 roku stanowiła ważny krok w kierunku rozwinięcia się systemu parlamentarno-gabinetowego. Utrzymała dwuizbowy parlament obniżając cenzus wieku i majątkowy dla parów i deputowanych. Ministrowie kontrasygnując każdy akt królewski musieli liczyć się z zaufaniem króla jak i obu izb parlamentu.